# Rock gothique
Genres dérivés
Cold wave, dark cabaret, dark wave, death rock, dream pop, gothabilly, heavenly voices, metal gothique, neue deutsche todeskunst
Le rock gothique est un sous-genre musical du post-punk ayant émergé à la fin des années 1970 en Angleterre sur les cendres du mouvement punk, avec des groupes précurseurs comme Siouxsie and the Banshees, Joy Division,, et The Cure. Le rock gothique commence seulement à être défini comme tel avec les groupes Bauhaus, Sisters of Mercy et Fields of the Nephilim.

## Histoire

### Origines
Dès la fin des années 1960 aux états-unis, des formations commencent simultanément à créer une musique plus sombre: the Velvet Underground et the Doors se démarquent alors radicalement de la culture hippie. La chanteuse Nico enregistre en 1969 un album aux accents gothiques intitulé the Marble Index.  En 1973, Lou Reed publie le disque Berlin dont toute « la seconde face est un Golgotha panique », s'appuyant sur les principes du psychodrame. La critique britannique décrit un concert donné à Liverpool comme « une messe noire dans une cathédrale gothique. » La pochette de l'album live Rock 'n' Roll Animal enregistré durant cette période, montre Reed « les yeux outrageusement charbonnés » tout de noir vêtu, avec un collier en cuir garni de clous. Un autre artiste pré-gothique David Bowie, avec l'album Diamond Dogs et l'une de ses chansons We are the Dead, influence bon nombre de musiciens post-punk à la fin des années 1970 dont Siouxsie and the Banshees et The Cure. Ces deux groupes vont maintenir régulièrement des attaches avec la culture, le style et l'esthétique « gothique » alors que leur musique s'en écarte petit à petit dès 1982. Siouxsie and The Banshees sont affiliés par certains aspects à ce courant avec l'album Juju publié en 1981. The Cure fait aussi une incursion dans ce style sur Pornography : sur cet album figurent tous les codes musicaux gothiques avec notamment des rythmes tribaux et des orgues d'église comme sur le titre Cold.
Joy Division se caractérise aussi par un « son gothique » selon le critique Bayon. Le groupe mancunien et son bassiste Peter Hook, ont cité Siouxsie and the Banshees comme « une de nos grosses influences [...] pour la façon inhabituelle de jouer de la guitare et de la batterie ». En 1980, Melody Maker écrit que « Joy Division sont les maîtres de la mélancolie gothique. » Ce groupe mancunien qui est notamment marqué par Iggy Pop et les ambiances sombres de l'album The Idiot, a un impact important sur des formations gothiques comme Play Dead, qui commencent à émerger après le début des années 1980. Emmenés par leur leader à la voix sépulcrale Ian Curtis, les membres de Joy Division sont pris en photo par Anton Corbijn, arborant des vêtements sombres en symbiose avec les ambiances délétères de leur musique et la noirceur de leurs textes. Cela leur permet d'accéder à un statut d'icônes mais contrairement à Siouxsie, la chanteuse des Banshees et Robert Smith, le leader de The Cure, Curtis et ses comparses n'ont jamais arboré le look gothique actuel, avec les cheveux crêpés et les paupières noircies de khôl.

### Avènement
Bauhaus est considéré comme le groupe initiateur de cette scène gothique avec la chanson clef Bela Lugosi's Dead parue en 1979. Ce titre fait référence à l'acteur de film d'horreur Béla Lugosi qui a incarné à l'écran l'image ultime du vampire avec son interprétation dans le film Dracula. Les paroles de la chanson de Bauhaus évoquent de jeunes fiancées vierges et des chauves-souris qui sortent d'un clocher ; l'imagerie que cela véhicule sera déclinée par la suite à l'envi par une multitude d'autres groupes dont Christian Death. Le mythe construit autour de la mort par pendaison du chanteur de Joy Division, Ian Curtis, marque l'histoire de cette culture du début des années 1980, mettant au second plan le côté profondément ironique et théâtral inspiré du glam rock anglais, de groupes comme Virgin Prunes, Christian Death ou Fad Gadget. Cette phase nihiliste est ensuite délaissée au profit d'une esthétique hard rock macabre plus classique réminiscente d'Alice Cooper. Les groupes les plus emblématiques de ce style seront par la suite Southern Death Cult, les Sisters of Mercy, The Mission et les Fields of the Nephilim. Le style des Sisters of Mercy qui influence la plupart des groupes Gothiques contemporains (comme Love Like Blood, Rosetta Stone, A Wedding Anniversary ou The 69 Eyes), est sensiblement différent avec des « riffs » se rapprochant parfois du hard-rock. Les musiciens de The Cult ont aussi joué de la guitare de la même manière.
Musicalement, le rock gothique reprend les sons de guitare et de synthétiseur du post-punk et les utilise pour construire des atmosphères funestes, tristes et souvent épiques. Selon le journaliste Simon Reynolds, les caractéristiques standards du genre se traduisent souvent par des « rythmes de guitare tranchants, des lignes de basses dans un registre aigu qui souvent cassent la mélodie ; et des rythmes de batterie qui sont soit pesants, soit tribaux. »

### Livre francophone
- Gothic rock - Une anthologie en 100 albums 1980-2000 de Victor Provis  (Éditions : Le Mot et le Reste - 2021 -  (ISBN 2361398346)) Un livre couvrant les influences qui ont précédé le genre, avec aussi un gros plan sur les sous-courants qui ont suivi, ainsi qu'une série de chroniques pour les albums sélectionnés. (site web).

### Livres anglophones
- (en) John Robb (2023), The Art of Darkness : The History Of Goth, Londres, Louder Than War Books (ISBN 978-1-914424-86-1)
- (en) Lol Tolhurst (2023). Goth: a History. Quercus.  (ISBN 978-1529424270)
- (en) Cathi Unsworth (2023)., Season of the Witch: The Book of Goth, Londres, Nine Eight Books (ISBN 978-1788706247)
- (en) Simon Reynolds, Rip It Up and Start Again : Post Punk 1978-1984, Londres, Faber and Faber Ltd, 2005, 577 p. (ISBN 0-571-21569-6). (édition américaine : Penguin, 2006 ;  (ISBN 0-14-303672-6) ; édition francophone : Allia, Paris, 2007  (ISBN 978-2-84485-232-8))